# 野口彩佳
野口 彩佳（のぐち あやか、女性、1987年8月20日 - ）は、日本の元バレーボール選手、現指導者。

## 来歴
佐賀県鹿島市出身。近所の友人に誘われて小学2年次よりバレーボールを始める。九州文化学園在学時に、春高バレー2004年優勝、2005年準優勝、岡山国体優勝などでチームに貢献。
2006年広島大学進学後は、エーススパイカーとして中国大学バレーボールリーグ戦（春季秋季）8連覇に貢献し、自身も2009年の春季・秋季リーグでMVPを連続受賞。また2008年、第6回東アジア地区バレーボール選手権大会に日本代表メンバーとして出場し優勝を経験している。
2010年1月、岡山シーガルズの内定選手となり、同年1月9日の対JT戦で途中出場しプレミアデビューを飾った。女子で広島大学出身の選手がプレミアリーグ入りするのは、野口が初めてである（男子では元堺ブレイザーズの増野彰がいる）。
2013年5月、現役を引退し、翌6月長崎県のスポーツ専門員に採用され、長崎国際大学の監督に就任。
2014年、佐世保南高等学校女子バレーボール部監督に就任した。

## 所属チーム
- 鹿島小バレーボールチーム[1]
- 鹿島市立西部中学校[1]
- 九州文化学園高等学校
- 広島大学
- 岡山シーガルズ（2010-2013年）

## 個人成績
Vプレミアリーグレギュラーラウンドにおける個人成績は下記の通り。
| シーズン | 所属 | 出場 | 出場   | アタック | アタック | アタック | アタック | ブロック | ブロック | サーブ | サーブ | サーブ | サーブ | レセプション | レセプション | 総得点 | 備考     |
| -------- | ---- | ---- | ------ | -------- | -------- | -------- | -------- | -------- | -------- | ------ | ------ | ------ | ------ | ------------ | ------------ | ------ | -------- |
| シーズン | 所属 | 試合 | セット | 打数     | 得点     | 決定率   | 効果率   | 決定     | /set     | 打数   | エース | 得点率 | 効果率 | 受数         | 成功率       | 総得点 | 備考     |
| 2009/10  | 岡山 | 17   | 0      | 0        | 0        | 0.0%     | %        | 0        | 0.00     | 0      | 0      | 0.00%  | 0%     | 0            | 0.0%         | 0      | 内定選手 |
| 2010/11  | 岡山 | 20   | 32     | 4        | 2        | 50.0%    | %        | 0        | 0.00     | 19     | 1      | 5.26%  | 4.2%   | 74           | 68.9%        | 3      |          |
| 2011/12  | 岡山 | 21   | 22     | 0        | 0        | 0.0%     | %        | 0        | 0.00     | 22     | 2      | 9.09%  | 15.2%  | 33           | 75.8%        | 2      |          |
| 2012/13  | 岡山 | 20   | 28     | 0        | 0        | 0.0%     | %        | 0        | 0.00     | 1      | 0      | 0.00%  | 0.0%   | 16           | 75.0%        | 0      |          |
| 通算     | 通算 | 78   | 99     | 4        | 2        | 50.0%    | %        | 0        | 0.00     | 42     | 3      | 7.14%  | 9.9%   | 177          | 68.4%        | 5      |          |